# NGC 956
NGC 956 (również OCL 377) – gromada otwarta znajdująca się w gwiazdozbiorze Andromedy. Została odkryta 23 grudnia 1831 roku przez Johna Herschela. Jest położona w odległości ok. 8,5 tys. lat świetlnych od Słońca.